# Simone Sterbini
Simone Sterbini (Palestrina, ciutat metropolitana de Roma Capital, 11 de desembre de 1993) és un ciclista italià professional des del 2015. Actualment milita a l'equip Bardiani CSF.
El seu germà Luca també s'ha dedicat professionalment al ciclisme.

## Palmarès
- 2014
  -  Campió d'Itàlia sub-23 en ruta
- 2016
  - Vencedor d'una etapa a la Volta a Àustria